# Viktor-Adler-Platz

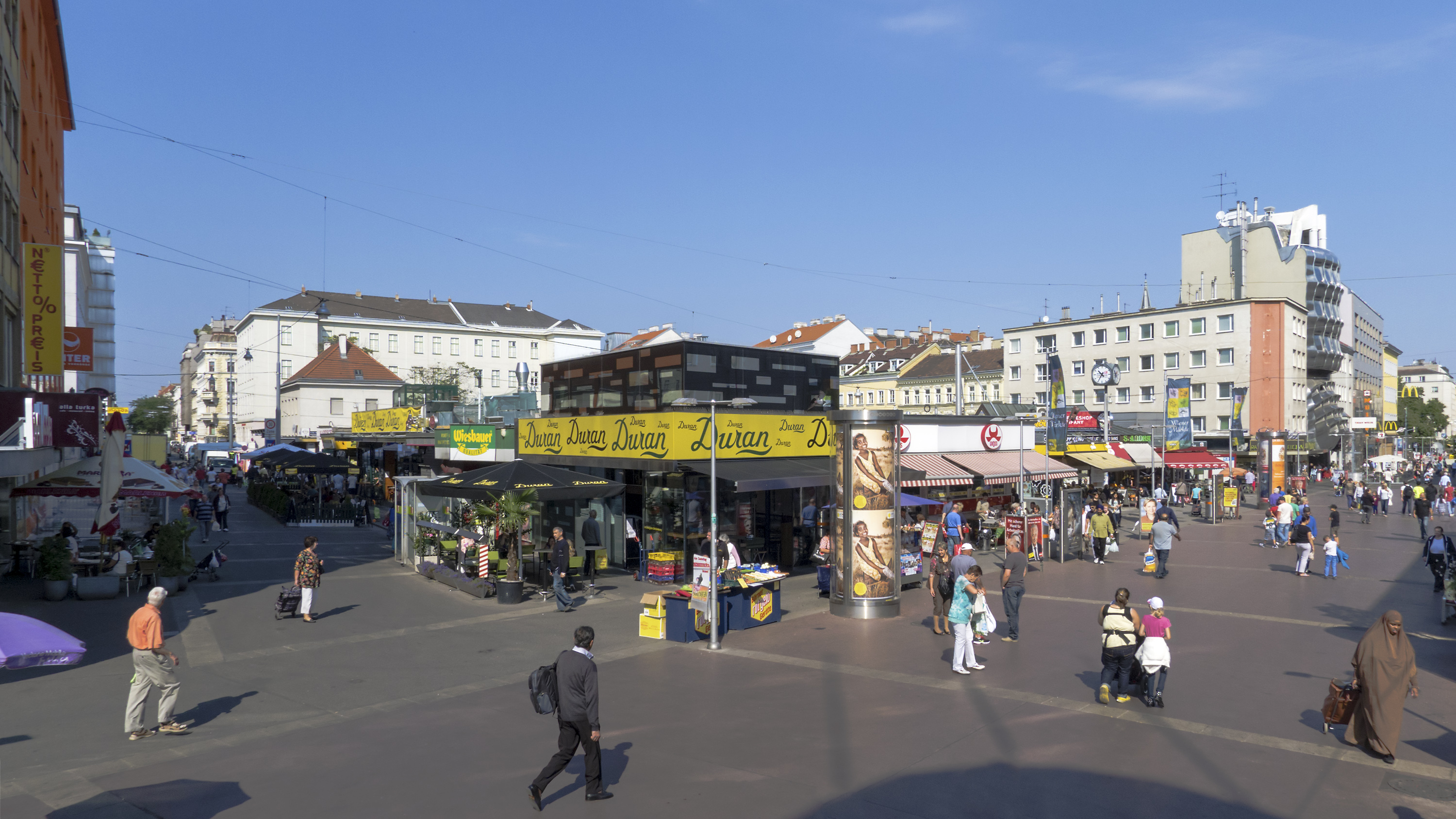
Der Viktor-Adler-Platz von der südöstlichen Ecke aus gesehen, ganz rechts die Favoritenstraße, links hinten die Pernerstorfergasse

Der Viktor-Adler-Platz und -Markt befindet sich im 10. Wiener Gemeindebezirk, Favoriten, an der Favoritenstraße, einer der in Nord-Süd-Richtung verlaufenden Hauptstraßen des Bezirks, im zentralen Bereich des über 180.000 Einwohner aufweisenden Stadtteils. Es handelt sich hauptsächlich um einen Viktualienmarkt, ergänzt durch Gastronomiebetriebe.

## Name
Der offiziell 1877 gegründete Markt erstreckt sich auf dem Viktor-Adler-Platz, der 1919 nach dem Arzt und sozialdemokratischen Politiker Victor Adler (1852–1918) benannt wurde. Zuvor war der Platz seit 1871 nach Prinz Eugen von Savoyen, dem Türkenbezwinger, Eugenplatz genannt worden; die den Markt im Süden begrenzende Pernerstorfergasse hieß damals Eugengasse. In der NS-Zeit war der Platz nach Horst Wessel benannt.

## Lage

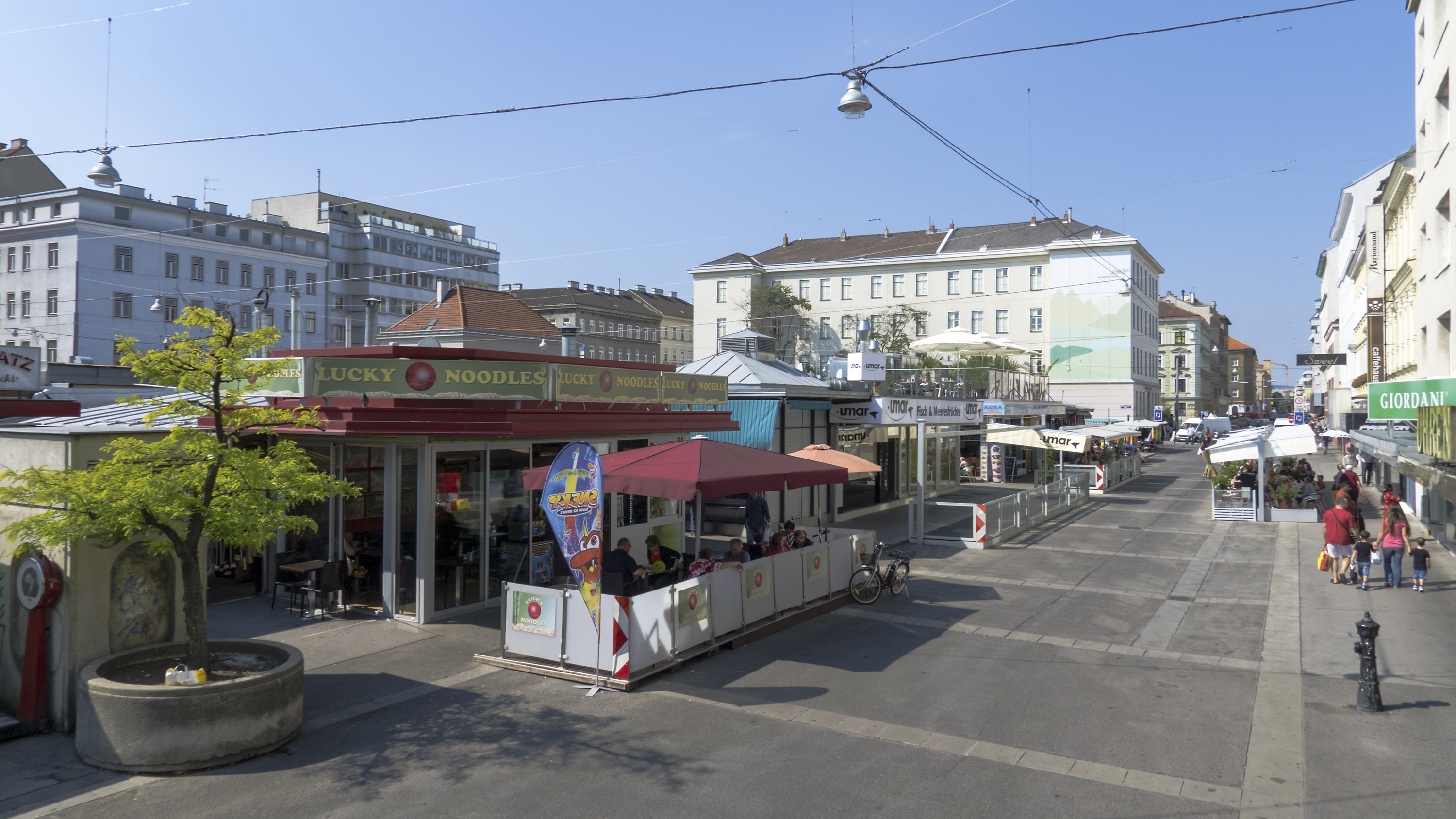
Der Viktor-Adler-Platz in Richtung Erlachgasse (rechts), nach Westen

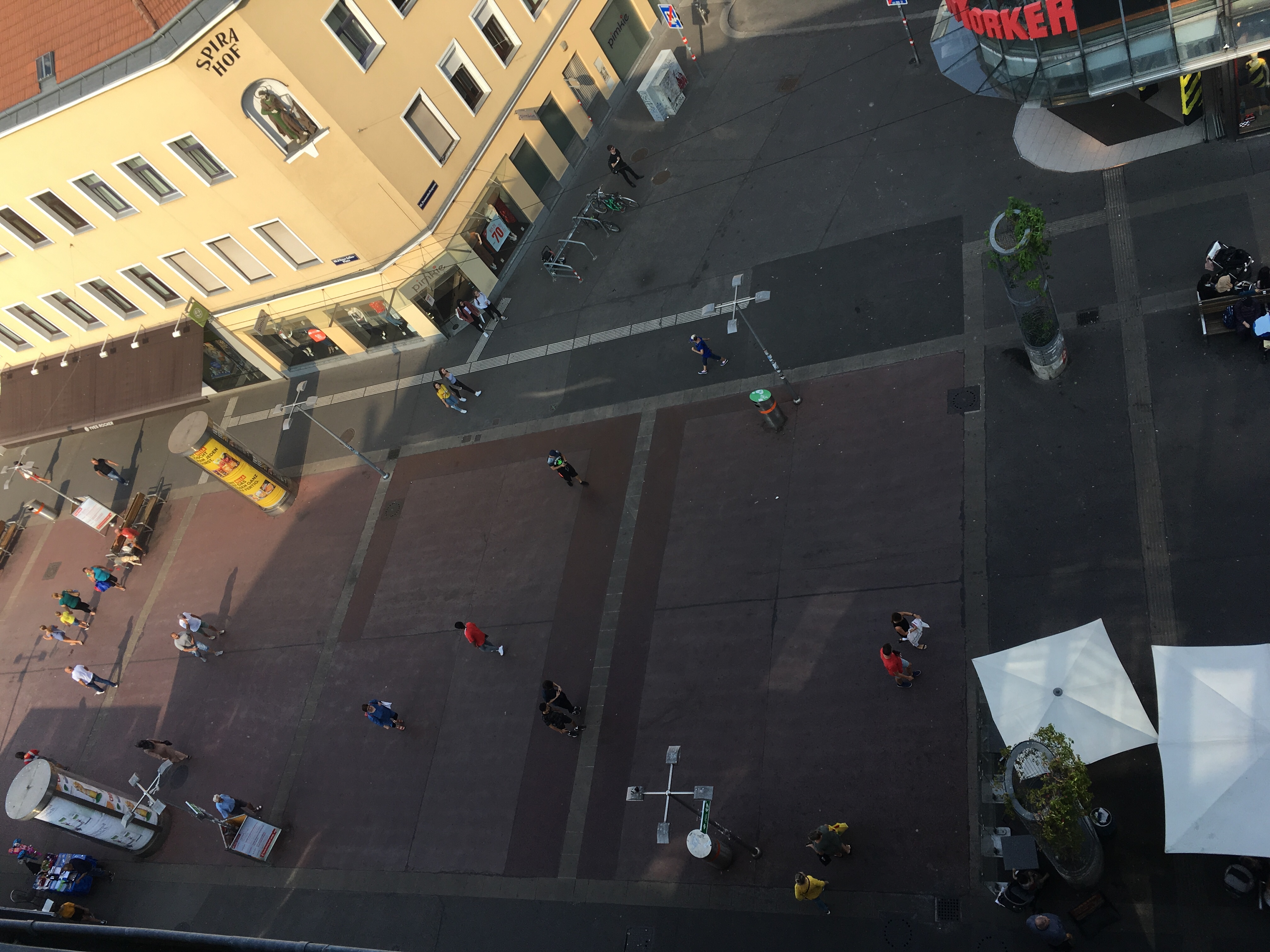
Der Viktor-Adler-Platz von oben herab photographiert: links Richtung Hauptbahnhof, Norden; rechts Richtung Reumannplatz, Süden

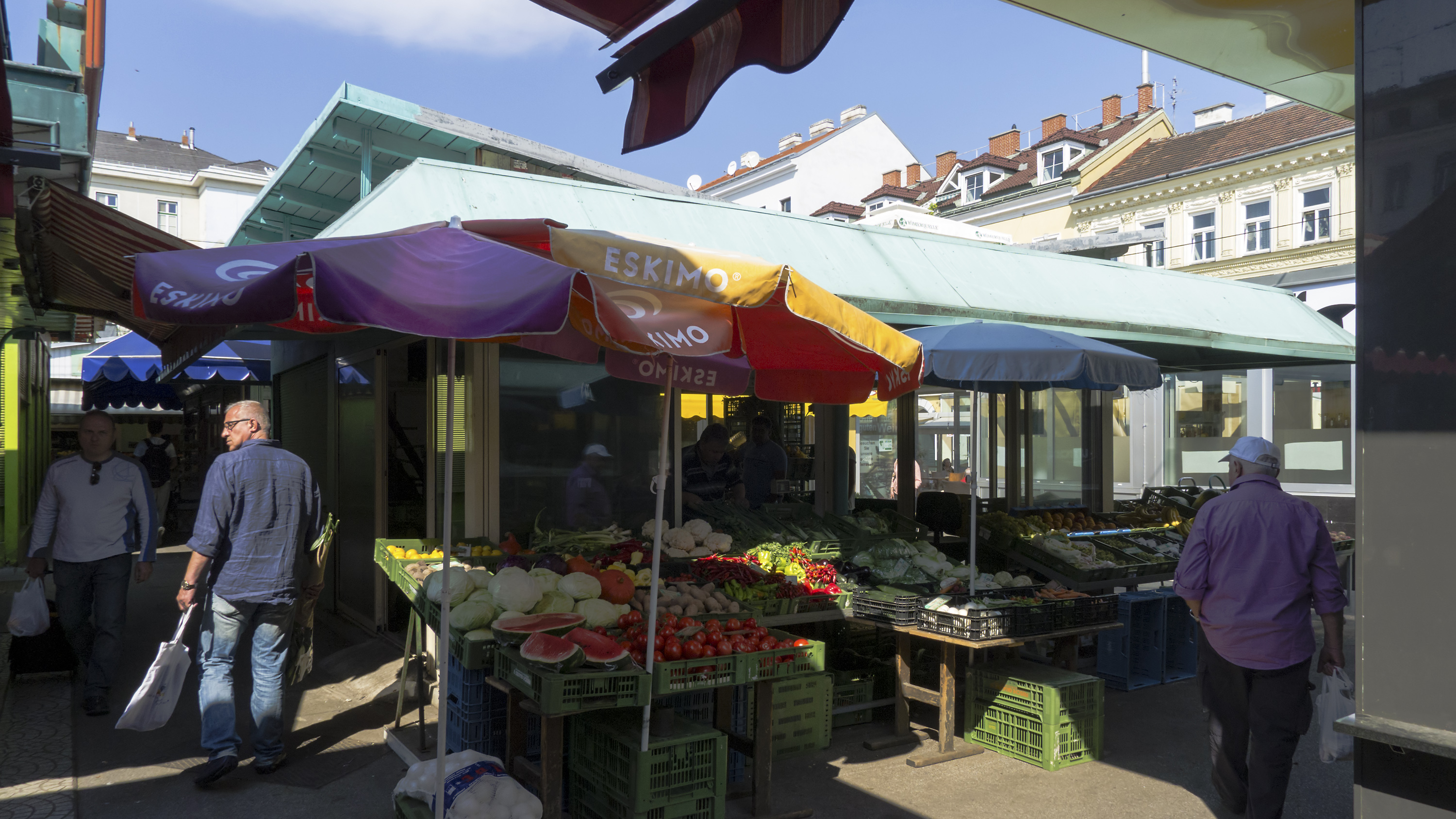
Im Viktor-Adler-Markt

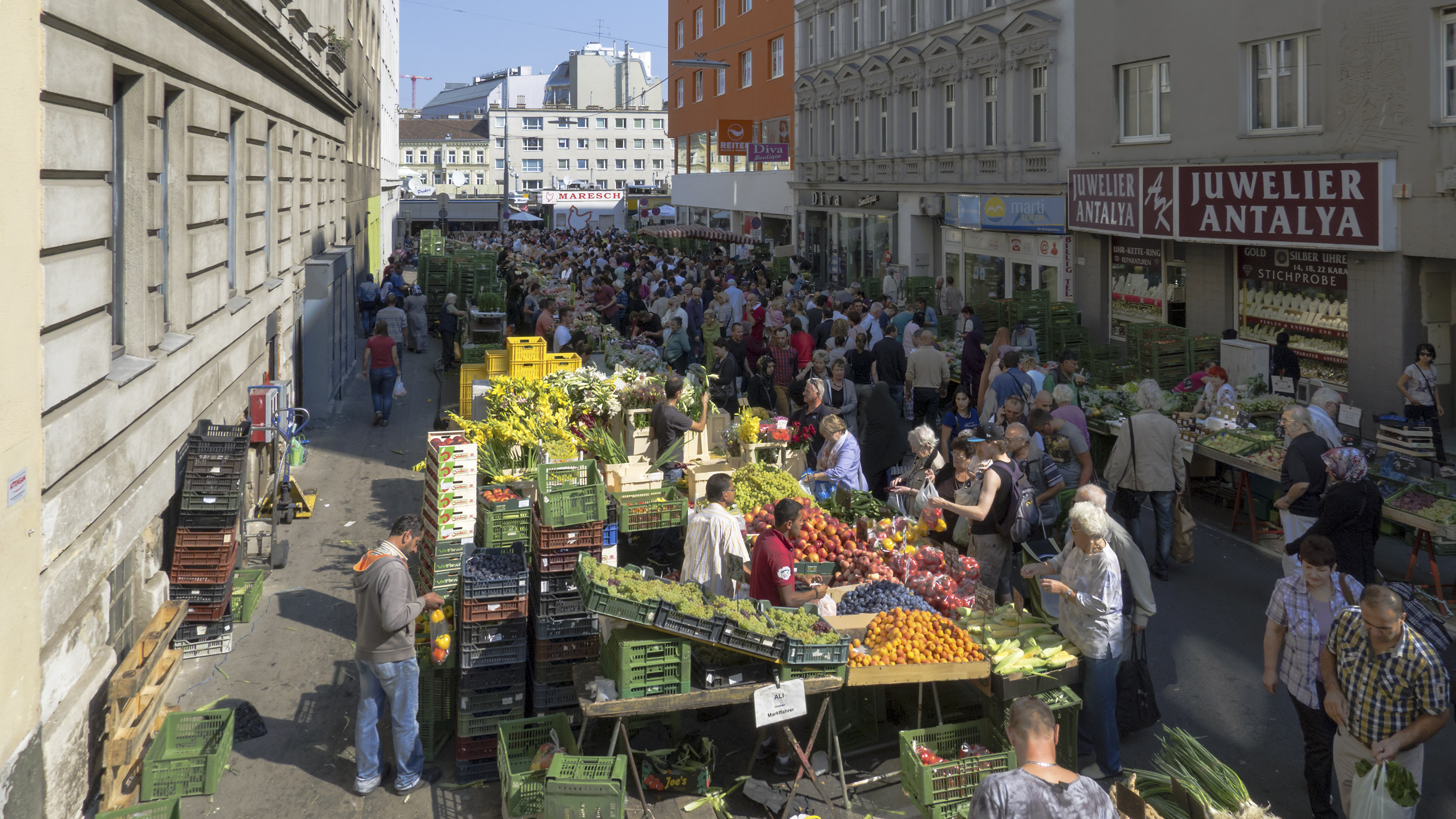
Der Bauernmarkt in der Leibnizgasse; im Hintergrund, nördlich, der Viktor-Adler-Platz

Die den Viktor-Adler-Markt umgebenden Verkehrsflächen tragen Adressen des Viktor-Adler-Platzes, beginnend im Süden mit Nr. 1 (Ecke Favoritenstraße 122) und im Uhrzeigersinn fortgesetzt bis Nr. 13 (Ecke Pernerstorfergasse 28) im Südosten. Der Platz unterbricht folgende Verkehrsflächen:
- im Norden (Nr. 7 bis 10) die in Ost-West-Richtung verlaufende Erlachgasse,
- im Osten (Nr. 11, 12 und 13) die Favoritenstraße (unter der die U-Bahn-Linie U1 verläuft),
- im Süden (Nr. 1 bis 4) die in Ost-West-Richtung verlaufende Pernerstorfergasse und
- im Westen (Nr. 5 und 6) die in Nord-Süd-Richtung verlaufende Senefeldergasse.

Einen Häuserblock nördlich des Platzes und des Marktes verkehrt in der Gudrunstraße, einer Ost-West-Verbindung, die städtische Autobuslinie 14A, einen Häuserblock südlich fahren in der Quellenstraße die Straßenbahnlinien 6 und 11 (diese seit 2. September 2019). Fast unmittelbar benachbart sind auch die U-Bahn-Station Keplerplatz und der Verkehrsknotenpunkt um die U-Bahn-Station Reumannplatz (beide U1).

## Struktur
Der Markt besteht aus gemauerten Marktständen. Waren früher in einem Block oft mehrere Stände zusammengefasst, so umfasst ein Block heute meist nur einen großen Stand. Der elektronische Stadtplan weist, ausgehend von den ursprünglichen Nummern, 138 als höchste Standnummer auf, beginnend an der nordöstlichen Marktecke im Zuge der Favoritenstraße. 2011 wurde der Stand Nr. 6, Obst und Gemüse, als ältester des Marktes, seit 1871 bestehend, bezeichnet.
In der südwestlichen Ecke des Marktgeländes (Senefeldergasse / Pernerstorfergasse) befindet sich ein kleines Bürogebäude, in dem eine Außenstelle der Marktamtsabteilung für den 10. und 23. Bezirk (eine Dienststelle der Magistratsabteilung 59 – Marktamt), untergebracht ist.
In der vom Platz nach Süden Richtung Quellenstraße ausgehenden Leibnizgasse findet jeweils vormittags ein Bauernmarkt mit den originellsten und lautesten Marktverkäuferinnen und -verkäufern Wiens statt.
Da der Markt von Publikum aller Schichten besucht wird, finden auf dem Platz speziell bei Wahlkämpfen auch politische Kundgebungen statt.
Die den Markt umgebenden Gebäude Viktor-Adler-Platz 1 bis 13 sind zumeist Wohnhäuser mit Geschäften im Erdgeschoß.